# 西蒙博利瓦鎮
西蒙博利瓦鎮是玻利維亞的城鎮，位於該國東南部，由聖克魯斯省負責管轄，距離首府聖克魯斯12公里，海拔高度485米，每年平均降雨量約1,300毫米，2010年人口6,253。
17°53′04″S 63°17′00″W / 17.8844°S 63.2833°W